# Glyptobunus ornatus
Glyptobunus ornatus is een hooiwagen uit de familie Triaenonychidae.